# Берфінк
Берфінк (нім. Börfink) — громада в Німеччині, розташована в землі Рейнланд-Пфальц. Входить до складу району Біркенфельд. Складова частина об'єднання громад Біркенфельд.
Площа — 8,22 км2. Населення становить 166 ос. (станом на 31 грудня 2020).